# أوغو كولومبو
أوغو كولومبو (بالإيطالية: Ugo Colombo) هو دراج إيطالي، ولد في 22 فبراير 1940 في سان غورغو سو ليغنانو في إيطاليا.

## وصلات خارجية
- أوغو كولومبو على موقع أرشيف الدراجات (الإنجليزية)
- أوغو كولومبو على موقع إحصائيات الدراجات الإحترافية (الإنجليزية)
- أوغو كولومبو على موقع CycleBase (الإنجليزية)